# 현인택
현인택(玄仁澤, 1954년 9월 27일~)은 대한민국의 정치학자이다. 2009년부터 2011년까지 대한민국 제35대 통일부 장관을 지냈다.
현인택은 1954년 9월 27일 제주도 북제주군 제주읍 삼도리에서 현계호(玄桂浩)와 이순자(李順子)의 3남 1녀 중 차남으로 태어났다. 제주북국민학교, 제주제일중학교, 제주제일고등학교를 졸업하고 고려대학교 정치외교학과에 진학했다. 대학 시절에는 기자를 꿈꾸며 교내 기자로 활동했으며 동아일보 백지 광고 사태가 터지자 기자의 길을 포기하고 정치학 연구의 길을 걸었다.
1981년 고려대학교 정치학 석사 학위를 취득했고 1990년 미국 캘리포니아 대학교 로스앤젤레스 대학원에서 정치학 박사 학위를 취득했다. 그 해 8월 대한민국으로 돌아와 모교인 고려대학교의 사회과학원 연구원이 되었으며 1992년 10월에는 세종연구소 연구위원이 되어 활동한 후 1995년에 고려대학교 정치학과 조교수가 되었다. 이후 1997년에 부교수, 2002년에는 정교수로 부임했으며 2003년에는 대한민국 통일부 정책자문위원으로 활동했다. 2007년에는 제17대 대통령 선거에 출마한 대학교 선배인 이명박의 외교 담당 참모로 활동했으며 김태효와 함께 조선민주주의인민공화국의 비핵화를 유도하는 '비핵·개방 3000' 정책을 고안했다.
이명박이 대한민국 대통령에 당선된 후인 2009년 2월 12일부터 2011년 9월 16일까지 통일부 장관을 역임했으며 퇴임 후 계속 고려대학교 정치학과 교수로 활동하고 있다.

## 학력
- 제주북국민학교 졸업
- 제주제일중학교 졸업
- 제주제일고등학교 졸업
- 고려대학교 정치외교학 학사
- 고려대학교 대학원 정치학 석사
- 미국 캘리포니아 대학교 로스앤젤레스(UCLA) 대학원 국제정치학 정치학 박사

## 경력
- 고려대학교 정치외교학과 교수
- 제35대 통일부 장관

## 저서

### 논문
- 〈ASEAN의 통합이론적고찰 : 성장의 요인과 통합의 한계〉(석사 학위 논문, 1981)
- 〈준법과 자립성 사이: 방위비 분담에 대한 미국의 압력과 일본 및 남한의 방위 지출 유형〉(Between compliance and autonomy : American pressure for defense burden-sharing and patterns of defense spending in Japan and South Korea, 박사 학위 논문, 1990)

### 단행본
- 《한국의 방위비》(1991)
- 《헤게모니의 미래》(2020)
- 《한국외교정책론》(2022)

## 수상

### 수훈
- 청조근정훈장(2012년 6월 30일)

## 가족 관계
- 아버지 현계호 - 성일운수, 삼진운수, 천일목재사 회장
- 어머니 이순자
  - 부인 황병완
    - 장남 현승민
    - 장녀 현소정